# Пеи-де-Бюш

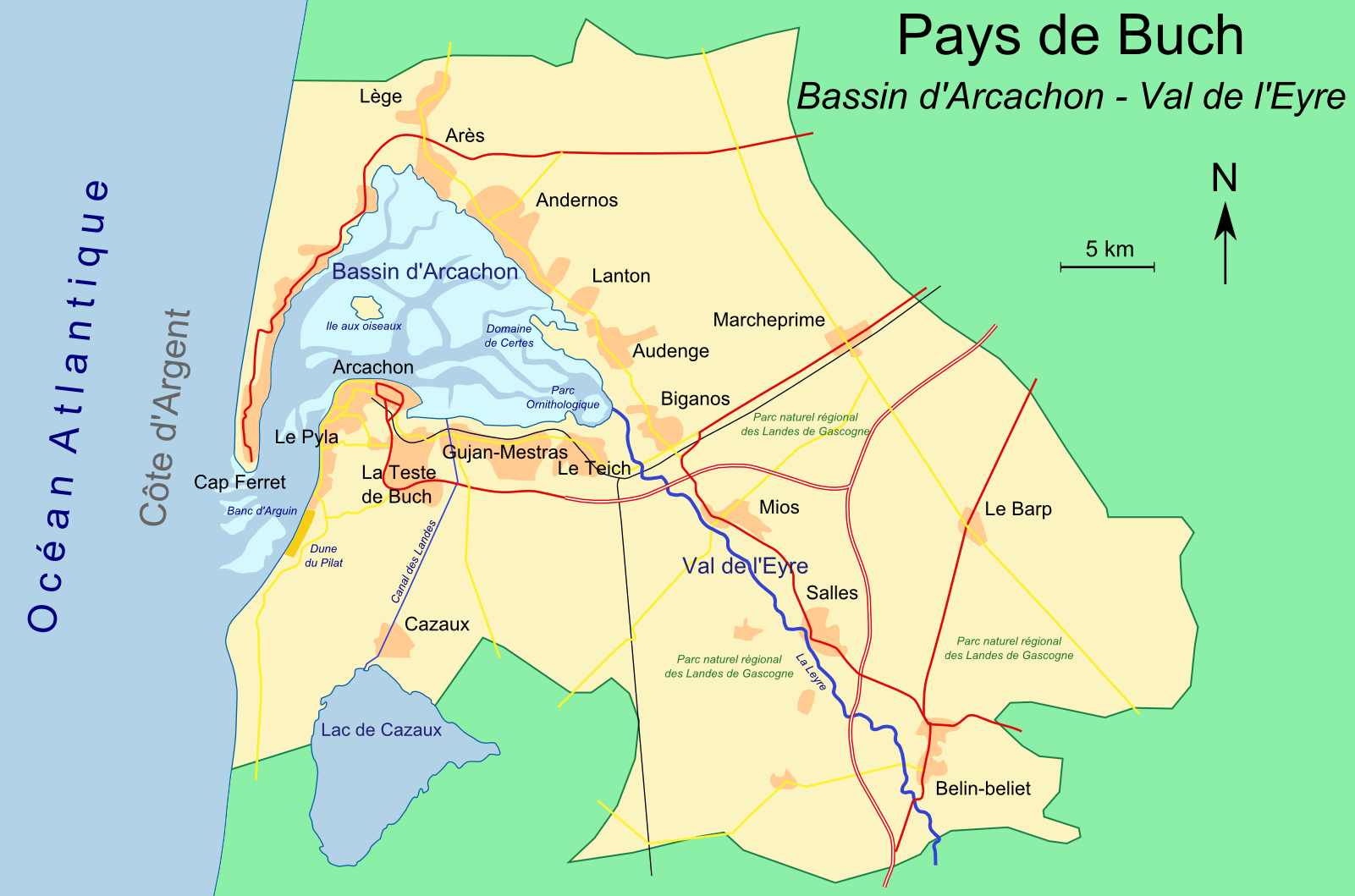
Карта края Пеи-де-Бюш

Пеи-де-Бюш (фр. Pays de Buch) — название исторического края во Франции, который, наряду с другими краями, образует природную область Гасконские Ланды. Территория этого края, размеры которой превышают 1300 квадратных километров, содержит 17 коммун, расположенных вокруг Аркашонского залива и в долине реки Лер.

## География
Край Пеи-де-Бюш расположен на юго-западе департамента Жиронда административного региона Аквитания. С севера к его границам примыкают Ланды Медока, с востока — Ланды Бордо и Большие Ланды, на западе, где расположен Аркашонский залив, берега края омывает Атлантический океан, а с юга примыкают земли края Пеи-де-Борн.

## История
Первые следы поселений людей на землях Пеи-де-Бюш датированы примерно VIII веком до н. э. В окрестностях селения Ламот (фр. Lamothe), что в дельте реки Лер, племя боятов (народ аквитанов) основало поселение, находившееся на древнем пути в Испанию. Бояты занимались рыбной ловлей, земледелием и пасли дикие стада, чем и обеспечивали своё существование.
Предводитель племени боятов носил название Captalis Boïorum, которое под воздействием латыни превратилось в гасконское название капталь де Бюш. В эпоху средневековья титул капталя де Бюш носили владетельные сеньоры, правившие капталатом, занимавшим юго-западную часть края Пеи-де-Бюш.
Одним из самых выдающихся капталей де Бюш стал Жан III де Грайи, прославившийся в XIV веке во времена Столетней войны. Жан III служил ближайшим помощником герцога Аквитанского Эдуарда Вудстока, известного как «Чёрный Принц», и впоследствии был назначен коннетаблем Аквитании.

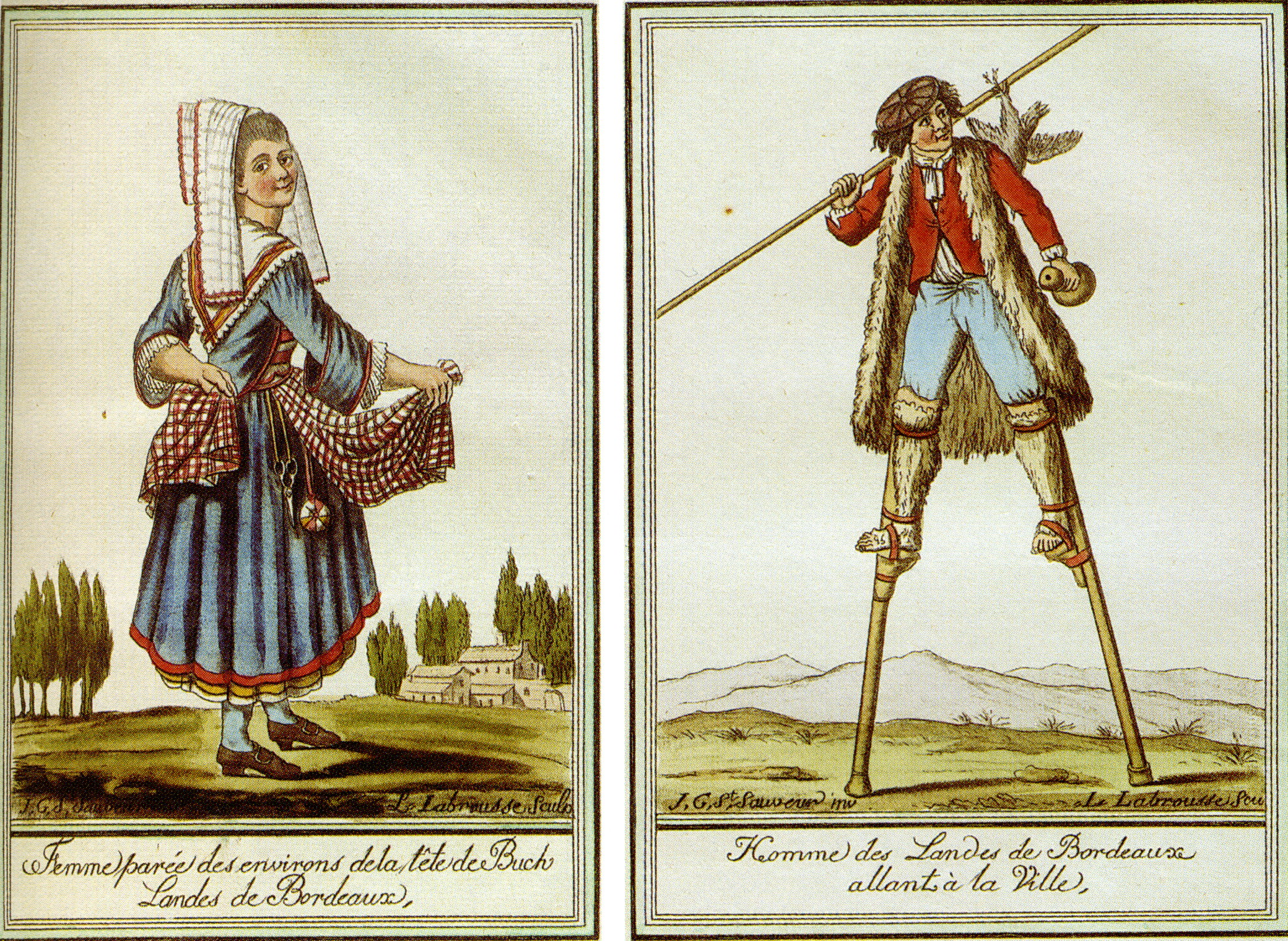
Два типичных представителя населения Пеи-де-Бюш в XVIII веке

В XVI веке торговля сосновой смолой и канифолью, добытой в лесах у селения Ла-Тест, являвшегося центром края, обогатила несколько семей Ла-Теста, которые сделали себе состояние в ущерб простым смолокурам. Ла-Тест являлся небольшим портом на побережье Аквитании, откуда отправляли существенную часть продукции района.
Ещё до наступления XVIII века атлантическое побережье Ландов на всём протяжении, и в особенности поселение Ла-Тест, страдало от зыбучих песков, которые ежедневно перемещались ветрами. Впервые попытку зафиксировать песчаные дюны предпринял капталь де Бюш из рода де Рюа. В 1713 году капталь Жан-Батист де Рюа предпринял высадку нескольких сосен чтобы препятствовать ветровой эрозии почвы, однако эти посадки сгорели в течение нескольких лет. Его внук, Франсуа де Рюа, с 1782 по 1787 год продолжил практику высадки сосен на участках, где пески особенно угрожали. Однако капталь был вынужден прекратить эту деятельность по причине нехватки средств. Кардинальные перемены наступили когда в Ла-Тест прибыл некто Николя Бремонтье, инженер ведомства дорог и мостов, перед которым стояла задача сооружения судоходного канала между Аркашонским заливом и рекой Адур. Для решения этой задачи ему было необходимо остановить зыбучие пески. Бремонтье ознакомился с работами капталя, и в 1786 году он получил достаточное финансирование проекта, начатого в крае Пеи-де-Бюш с согласия капталя. В результате этого проекта вся территория Гасконских Ландов преобразилась до неузнаваемости, в особенности после закона 18 июня 1857 года, который предписывал коммунами в обязательном порядке высадить леса на своих территориях. Таким образом возник самый крупный лесной массив в Западной Европе, названный Лес Ландов.
Время от времени компании спекулянтов усматривали возможность обогащения в этих невозделанных и болотистых землях. Было предпринято множество проектов по выращиванию арахиса, риса, табака и тутовых деревьев на равнине Казо, для чего там была устроена сеть искусственного орошения. Также существовал проект соединения Аркашонского залива с рекой Адур, и канал Казо служит памятником этих незавершённых работ. Единственный проект был удачным — массовая высадка приморской сосны на этих запущенных землях.
В XIX веке жители края Пеи-де-Бюш жили исключительно лесным хозяйством и рыбной ловлей, и только после строительства железнодорожной ветки Бордо—Аркашон в регионе случился настоящий демографический взрыв и рост туристической отрасли. На самом деле, в 1840 году Аркашон представлял собой несколько сараев рыбаков и смолокуров. Первые учреждения морских купаний в Аркашоне зародили прочную славу этого курорта. На северном побережье Аркашонского залива несколько поселений компактно расположились между лесами и берегом. Начиная с 1857 года развитие района заметно ускорилось, Аркашон стал отдельной коммуной, а в 1862 году братья Перейр заложили в Аркашоне фешенебельный район Зимний город, полагаясь на целебную силу аркашонского климата. С конца XIX века пациенты здесь вдыхали ароматы сосновой смолы и океана. Ла-Тест в это время развивался медленнее, пытаясь сохранить дедовские традиции края Пеи-де-Бюш и пробудить к ним интерес туристов. Но основная известность района развивалась благодаря именно Аркашону. В этот период, когда пасторальный уклад постепенно исчезал, по инициативе некоего местного булочника Сильвена Дорнона (фр. Sylvain Dornon), озабоченного сохранением традиций края, стали устраивать танцы на ходулях. На аренах Аркашона и Ла-Теста устраивали традиционные ландские корриды, привлекавшие сюда широкую публику, даже из Бордо.
В наше время Ла-Тест является одной из самых крупных коммун Франции. Ещё во время Французской революции к коммуне присоединили приходы Казо и Пила. Её достояние образуют три уникальных объекта, входящих в её состав — собственно город, селение Казо и курорт Пила-сюр-Мер. В 1976 году от Ла-Теста отделили район Кап-Ферре и присоединили его к коммуне Леж, образовав таким образом коммуну Леж-Кап-Ферре.

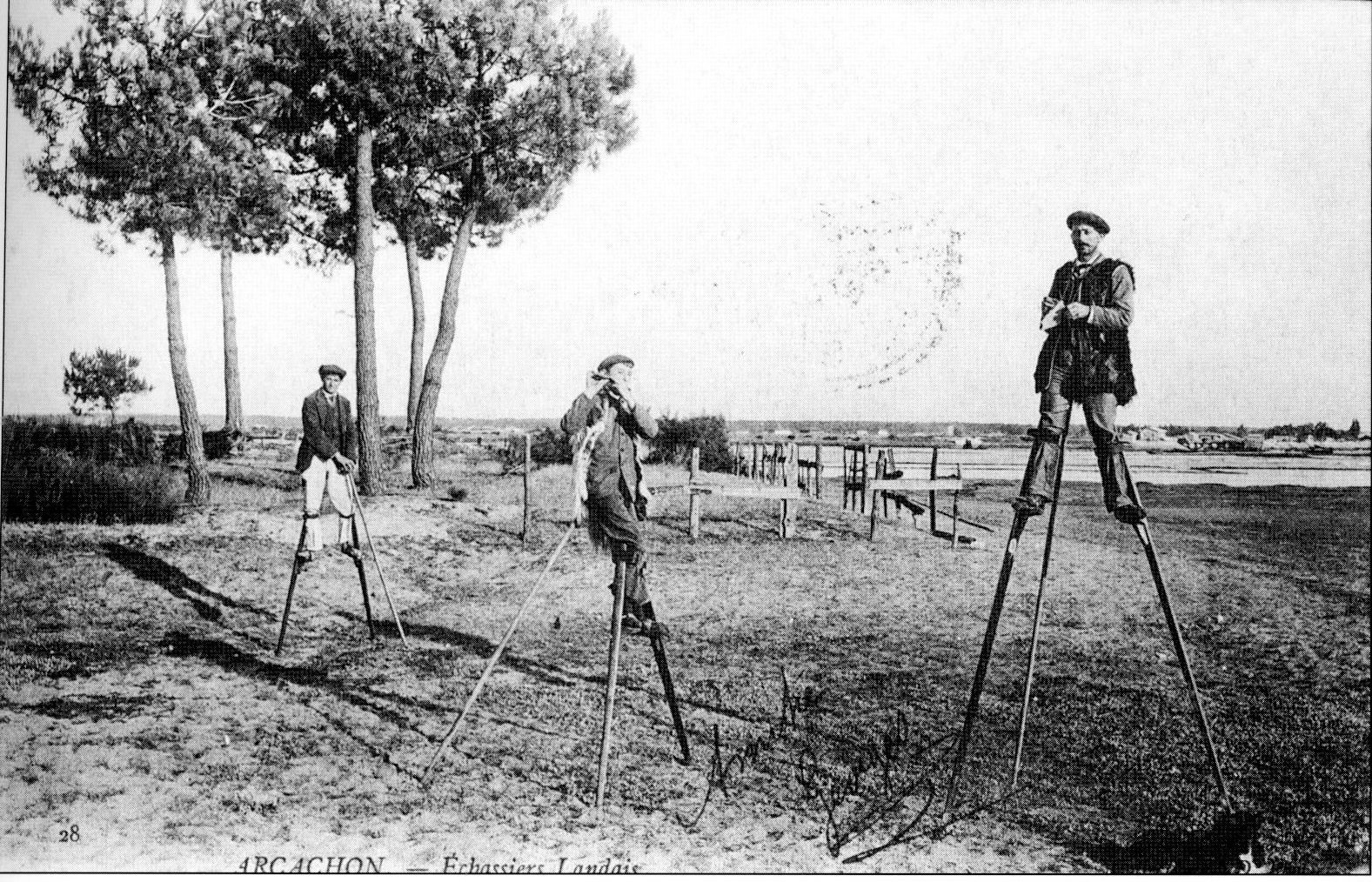
Пастухи на ходулях
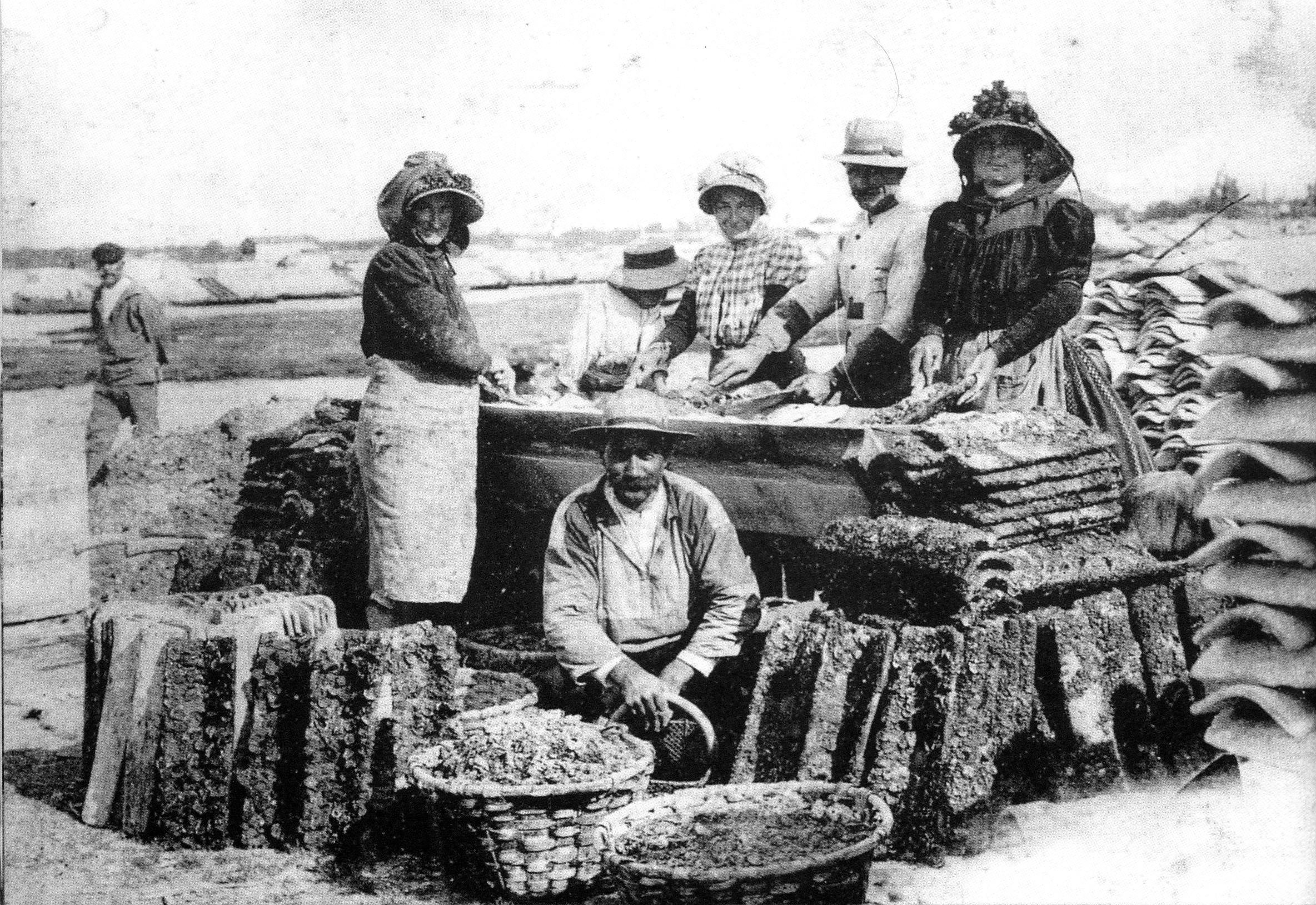
Устричное хозяйство
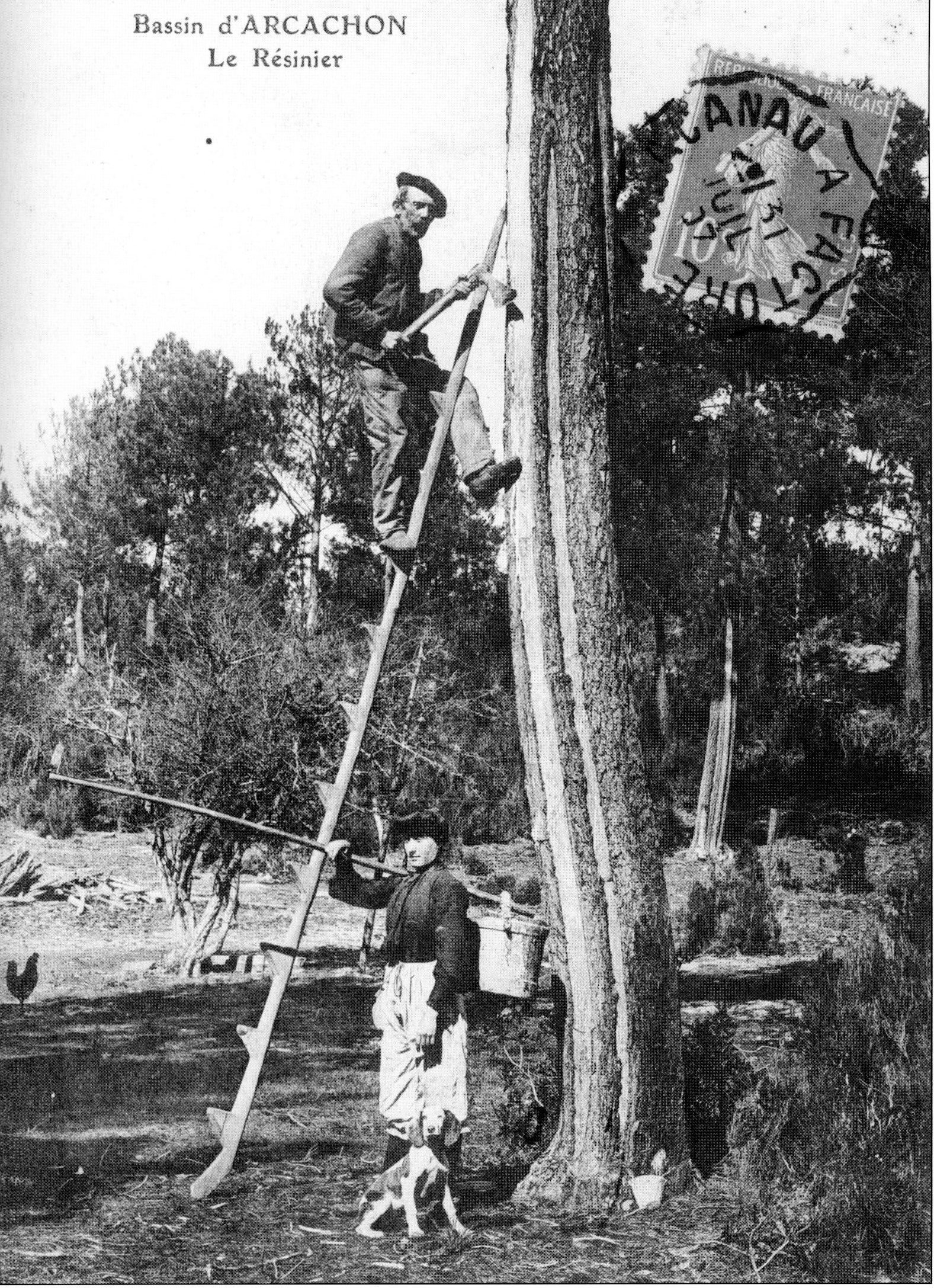
Смолокур за работой
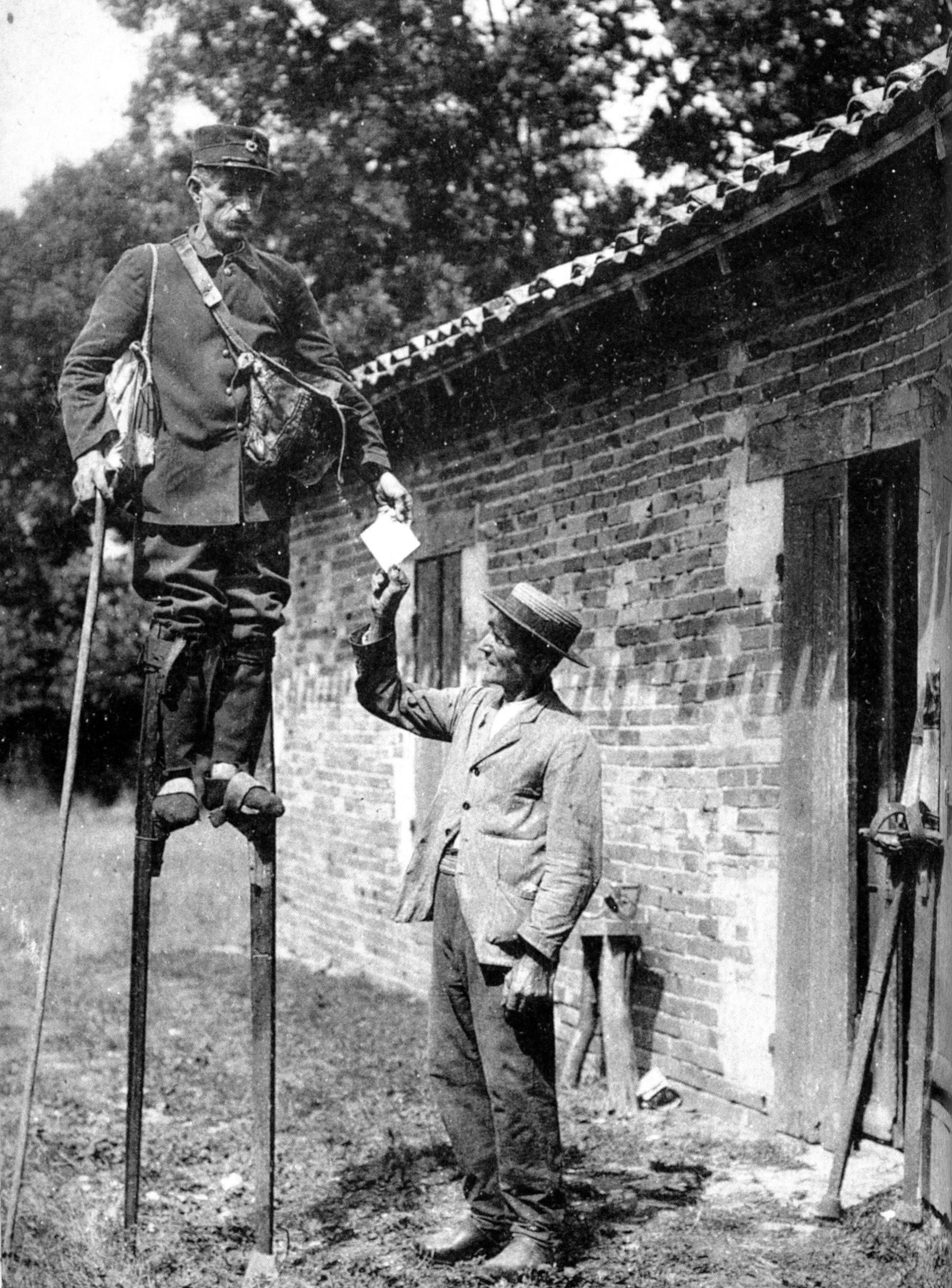
Почтальон разносит письма